# Överexekutor
Överexekutor var den exekutiva myndigheten i utsökningsmål, som infördes i Sverige i samband med 1877 års utsökningslag. När  Utsökningsbalken (1981:774) ersatte den tidigare utsökningslagen 1 januari 1982, blev överexekutors funktion överflyttad till Kronofogdemyndigheten.

## Om överexekutor
När 1734 års utsökningsbalk ersattes av 1877 års utsökningslag, behölls en tidigare uppdelning med två exekutiva myndigheter men med nya benämningar. En överordnad överexekutor, och en underordnad utmätningsman. Enligt huvudregeln skulle överexekutor ta upp och pröva utsökningsmål, och utmätningsmannen verkställa dem. I praktiken skedde handläggningen av utsökningsmål ofta helt av utmätningsmannen. Överexekutor var första instans vid överklagande av utmätningsmannens beslut och åtgärder, och utövade tillsyn över utmätningsmannens och biträdenas arbete med utsökningsmålen.
Överexekutor var på landet länsstyrelsen, i Stockholm Överståthållarämbetet. I övriga städer med magistrat var denna eller viss magistratsledamot överexekutor och i städer utan magistrat länsstyrelsen eller den Kungl Maj:t förordnade. Utmätningsman var på landet landsfiskal (före 1918 kronofogde) och i stad stadsfogde där sådan fanns, annars landsfiskal.